# ア・ラマ

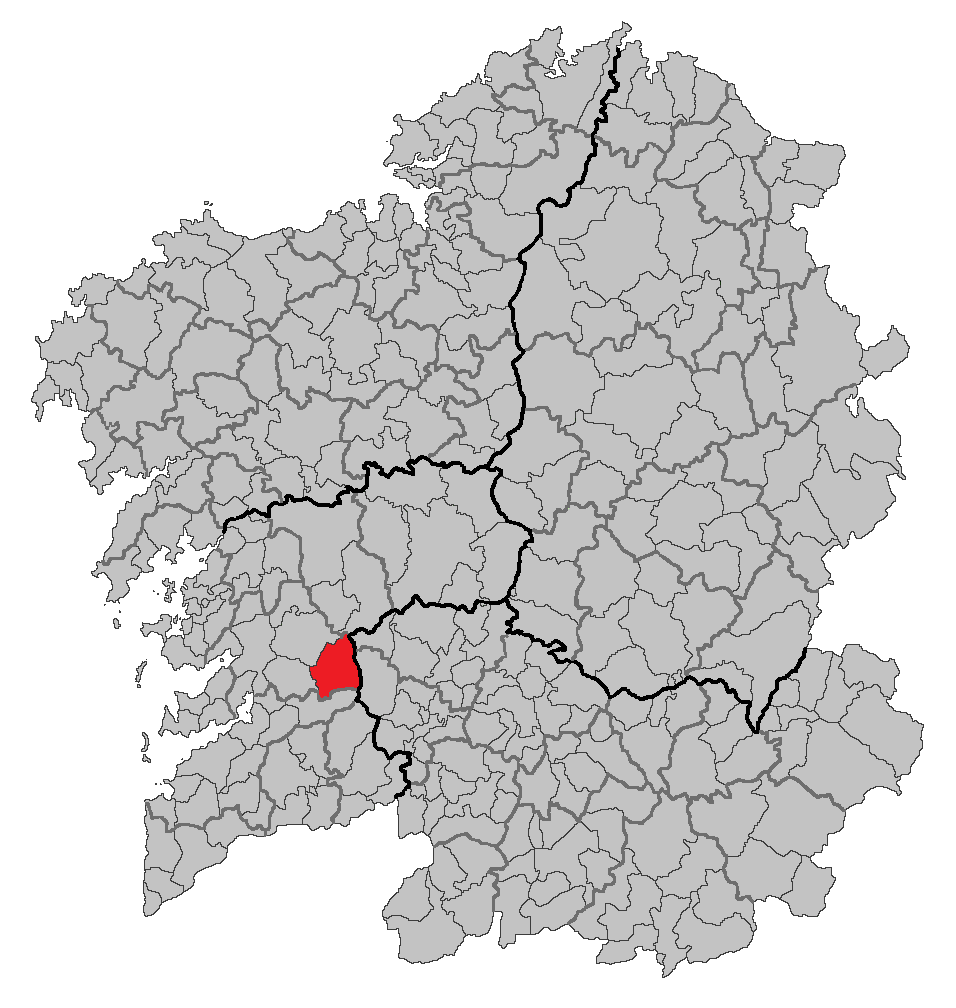
ガリシア州内の位置

ア・ラマ (A Lama) は、スペイン、ガリシア州、ポンテベドラ県の自治体、コマルカ・デ・ポンテベドラに属する。ガリシア統計局によると、2012年の人口は2,918人（2011年：2,976人、2010年：2,966人、2009年：3,001人、2004年：2,905人、2003年：2,957人）。住民呼称は、男女同形のlamense。カスティーリャ語表記は、定冠詞をカスティーリャ語に変えたLa Lama。
ガリシア語話者の自治体人口に占める割合は92.88%（2001年）。

## 地理
ア・ラマはポンテベドラ県の中部に位置し、コマルカ・デ・ポンテベドラに属する。隣接する自治体は、北がコトバーデ、フォルカレイ、東がベアリス、アビオン（ともにオウレンセ県）、南がフォルネーロス・デ・モンテス、西がポンテ・カルデーラスである。自治体中心地区はア・ラマ教区のア・ラマ地区。
ア・ラマはポンテベドラ司法管轄区に属す。

### 人口
住民は10の教区の117の地区（集落）に居住する。
| ア・ラマの人口推移 1900－2010                           |
|                                                         |
| 出典:INE（スペイン国立統計局）1900年 - 1991年、1996年 - |

## 歴史
自治体内にはポルテーラ・ダ・クルス、オ・セイショ、オ・スイード、アンタスなどに古墳など巨石文化時代の遺跡が残されている。
また、青銅器時代のものとみられる剣や、カストロ・デ・ガシャーテではいくつもの青銅製の斧も発見されている。チャン・ド・カンポ、オウテイロ・セイシーニョ、バル・ド・ガト、ラシャ・ダス・プサスなどでは、ペトログリフも発見されている。カストロについては3ヵ所発見されている。
中世には、北部地域は15世紀以降アルメンテイラ修道院（Mosteiro de Santa María de Armenteira）の支配をうけ、残りの地域はソウトマイヨールの領主の所領であった。
17世紀から18世紀にかけて、アメリカ植民地からもたらされた、トウモロコシ、そしてジャガイモによって、人口が増加、牧畜業も増大した。この農業の変革は夏期の小麦の収穫期においてカスティーリャ地方への季節労働移民を引き起こすこととなった。そして、多くの道が整備され、教会、館、橋がたてられた。この時代にリバダビア、ポンテベドラ、リニャーレスと続く旧街道に、パラーダ川にかかる橋が作られた。
19世紀から20世紀の新大陸アメリカへの移民は、上流階級からその所有していた土地を買い、教育のための施設を整備することを可能にした。

## 政治
自治体首長はガリシア国民党（PPdeG）のホルヘ・カンダ・マルティネス (Jorge Canda Martínez) 、自治体評議員はガリシア国民党：8、ガリシア社会党（PSdeG-PSOE）：2、ガリシア民族主義ブロック（BNG）：1となっている（2011年5月22日の自治体選挙結果、得票順）。
| 1999年6月13日自治体選挙 |        |        |          |
| 政党                    | 得票数 | 得票率 | 獲得議席 |
| PSdeG-PSOE              | 1,156  | 58.56% | 7        |
| PPdeG                   | 731    | 37.03% | 4        |
| BNG                     | 78     | 3.95%  | 0        |

| 2003年5月25日自治体選挙 |        |        |          |
| 政党                    | 得票数 | 得票率 | 獲得議席 |
| PPdeG                   | 1,210  | 70.43% | 8        |
| PSdeG-PSOE              | 314    | 18.28% | 2        |
| BNG                     | 178    | 10.36% | 1        |

| 2007年5月27日自治体選挙 |        |        |          |
| 政党                    | 得票数 | 得票率 | 獲得議席 |
| PPdeG                   | 1,146  | 60.96% | 7        |
| PSdeG-PSOE              | 526    | 27.98% | 3        |
| BNG                     | 202    | 10.74% | 1        |

| 2011年5月22日自治体選挙 |        |        |          |
| 政党                    | 得票数 | 得票率 | 獲得議席 |
| PPdeG                   | 1,032  | 59.76% | 7        |
| PSdeG-PSOE              | 439    | 25.42% | 3        |
| BNG                     | 245    | 14.19% | 1        |

## 教区
ア・ラマは10の教区に分けられる。太字は自治体中心地区のある教区。
- アンタス（サンティアーゴ）
- ア・バルシア・ド・セイショ（サンタ・アナ）
- コベーロ（サン・セバスティアン）
- エスクアドラ（サン・ロウレンソ）
- ガシャーテ（サン・ペドロ）
- ア・ラマ（サン・サルバドール）
- セイシード（サン・バルトロメウ）
- ベルドゥシード（サン・マルティーニョ）
- シェンデ（サン・パウロ）
- シェスタ（サン・バルトロメウ）